# Parides alopius
Parides alopius es una mariposa de la familia Papilionidae.

## Descripción
Tiene las alas anteriores y posteriores de color negro con poca iridiscencia azul. El termen de la banda marginal es ondulado, con 7 lúnulas delgadas. En las alas posteriores sobre la banda submarginal presenta seis manchas en forma de búmeran de color rojo, siendo más intensas hacia la vena 1A y más chica la que está cercana a esta vena. En la banda posdiscal proximal presenta 5 manchas circulares de color blanco. El borde del termen es ondulado con la vena M3 desarrollada en forma de “cola”. Ventralmente las alas anteriores son de color negro ligeramente más claras que en vista dorsal. Termen con lúnulas blancas. Las alas posteriores en la vista dorsal tienen el mismo patrón que en vista dorsal. El abdomen es de color negro tanto dorsal como ventral, el final del abdomen es de color rojo y tiene puntos de color rojo laterales desde el abdomen a cabeza.

## Distribución
Se distribuye en el oeste de México, en los estados de Sonora, Sinaloa, Nayarit, Jalisco, Michoacán, Guerrero, Morelos, Chihuahua y Durango.

## Hábitat
Su distribución es muy restringida, se encuentra en bosques de coníferas y encinos, y en zonas perturbadas de la parte oeste de la Faja Volcánica Transmexicana y en la cuenca del Balsas, extendiéndose por la Sierra Madre Occidental hasta el noroeste de Durango, Sinaloa y Chihuahua. Ocurre desde el nivel del mar hasta los 1000 m de altura. Se la ha visto en el sur de Estados Unidos.

## Estado de conservación
No se encuentra bajo ninguna categoría de riesgo.